# Oskar Seuntjens
Oskar Seuntjens (3 september 1998) is een Belgisch politicus voor Vooruit.

## Biografie
Seuntjens groeide op in Kalmthout, ging daar naar het Erasmusatheneum en studeerde in 2020 af als industrieel ingenieur in de bouwkunde aan de Universiteit Antwerpen. Hij voerde vervolgens als doctoraatsstudent onderzoek naar de duurzaamheid van schoolgebouwen, waar hij in oktober 2024 op doctoreerde.
Hij werd tevens actief in de politiek en sloot zich aan bij de Jongsocialisten, de jongerenafdeling van Vooruit. Van januari 2022 tot juni 2024 was Seuntjens landelijk voorzitter hiervan. Zijn moeder Inga Verhaert is eveneens actief binnen de socialistische partij.
Bij de federale verkiezingen van juni 2024 kreeg Seuntjens de tweede plaats op de Vooruit-lijst in de kieskring Antwerpen. Op 25-jarige leeftijd werd hij verkozen in de Kamer van volksvertegenwoordigers, met een persoonlijke score van 6.826 voorkeurstemmen. Seuntjens werd er voorzitter van de Kamercommissie Energie, Leefmilieu en Klimaat en was daarmee de jongste commissievoorzitter ooit in de geschiedenis van de Kamer.
Sinds januari 2025 zetelt hij eveneens in de gemeenteraad van de stad Antwerpen. In februari 2025 werd hij fractieleider van de Vooruit-fractie in de Kamer van volksvertegenwoordigers.